# Arthur Haseloff
Arthur Erich Georg Haseloff (* 28. November 1872 in Berlin; † 30. Januar 1955 in Kiel) war ein deutscher Kunsthistoriker.

## Leben
Arthur Haseloff wurde 1896 an der Universität München promoviert; 1901 folgte seine Habilitation an der Berliner Universität. Anschließend war er dort als Privatdozent tätig und von 1905 bis 1915 Sekretär der kunstgeschichtlichen Abteilung des Preußischen Historischen Instituts in Rom. Von 1905 bis 1915 unternahm er ausgedehnte Forschungsreisen mit Martin Wackernagel nach Süditalien. 1915 bis 1917 übernahm er eine Lehrstuhlvertretung in Halle (Saale); bis 1920 war er Dozent an der Universität Berlin. 1920 wurde er als ordentlicher Professor auf den Lehrstuhl für Kunstgeschichte an der Universität Kiel berufen. Nach einer kurzen Beurlaubung 1932 bis 1935, während der er als Direktor des Kunsthistorischen Instituts in Florenz fungierte, wurde er in Kiel zudem zum Direktor der Kunsthalle befördert, außerdem war er bis 1939 Vorsitzender des Schleswig-Holsteinischen Kunstvereins. 1927/28 war er Rektor der Kieler Universität. 1932 wurde er zum korrespondierenden Mitglied der Göttinger Akademie der Wissenschaften gewählt. 1939 wurde er emeritiert, sein Nachfolger wurde Richard Sedlmaier. Haseloff hielt nach dem Zweiten Weltkrieg von 1945 bis 1954 weiterhin Lehrveranstaltungen an der Kieler Universität ab.
Sein wichtigstes Forschungsgebiet war die Geschichte der mittelalterlichen Buchmalerei.
Er war seit 1911 mit der Malerin Ada Henriette Elisabeth Agnes (geborene Preyer, * 16. Oktober 1878) verheiratet, einer Tochter des Malers Ernest Preyer. Seine Kinder waren Günther Haseloff und Elisabeth Haseloff.

## Nachwirkung
2003 gründete sich in Kiel die Arthur-Haseloff-Gesellschaft. Sie widmet sich der Erhaltung und Erforschung des Nachlasses von Haseloff.
Haseloffs Wirken zusammen mit Martin Wackernagel zur Erforschung der historischen Bauten in Süditalien vor dem Ersten Weltkrieg war Christoph Poschenrieder Anregung für seinen 2014 erschienenen Roman „Das Sandkorn“.